# Comox Valley Regional District
Das Comox Valley Regional District liegt in British Columbia in Kanada. Dort leben 66.527 Menschen (2016) auf 1.699,90 km². Beim Zensus 2016 zählte der Bezirk 63.538 Einwohner. Verwaltungssitz ist Courtenay. Flächenmäßig ist er der kleinste der Bezirke in British Columbia.

## Geschichte
Das Regionaldistrikt wurde am 15. Februar 2008 bei der Auflösung des Comox-Strathcona Regional Districts gebildet. Dabei kamen 8,4 % der Fläche, aber 57,9 % der Einwohner zu diesem Regionaldistrikt.

## Administrative Gliederung

### Städte und Gemeinden
| Ort        | Status  | Bevölkerung |
| Courtenay  | City    | 25.599      |
| Comox      | Town    | 14.028      |
| Cumberland | Village | 3.753       |

### Gemeindefreie Gebiete
- Electoral Area A
- Electoral Area B
- Electoral Area C
- Electoral Area K
- Indianerreservat Comox 1
- Indianerreservat Pentledge 2